# Yanzi-Sprachen
Die Yanzi-Sprachen sind eine Sprachgruppe innerhalb der Guthrie-Zone B der Bantusprachen. Sie wird als Zone B80 klassifiziert und enthält sechs Einzelsprachen, die insgesamt von circa 383.000 Menschen in der Demokratischen Republik Kongo gesprochen werden. 
Die einzelnen Sprachen sind:
- Boma, ca. 20.500 Sprecher
- Ding, ca. 155.000 Sprecher
- Mfinu, ca. 8400 Sprecher
- Mpuono, ca. 165.000 Sprecher
- Tiene, ca. 24.500 Sprecher
- Yansi, ca. 10.000 Sprecher